# Liste der Mitglieder des US-Repräsentantenhauses aus Michigan

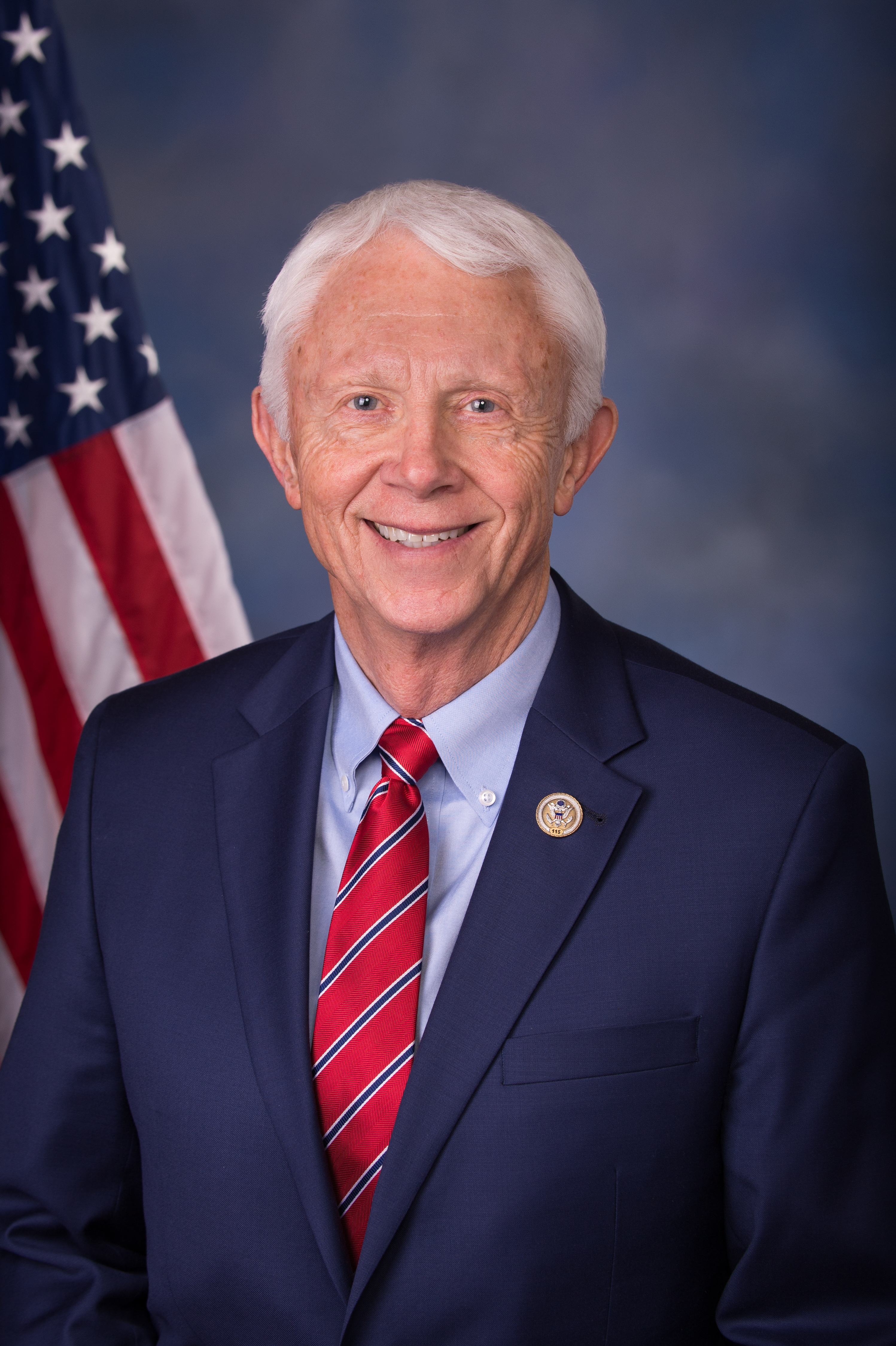
Jack Bergman, derzeitiger Vertreter des ersten Kongresswahlbezirks von Michigan

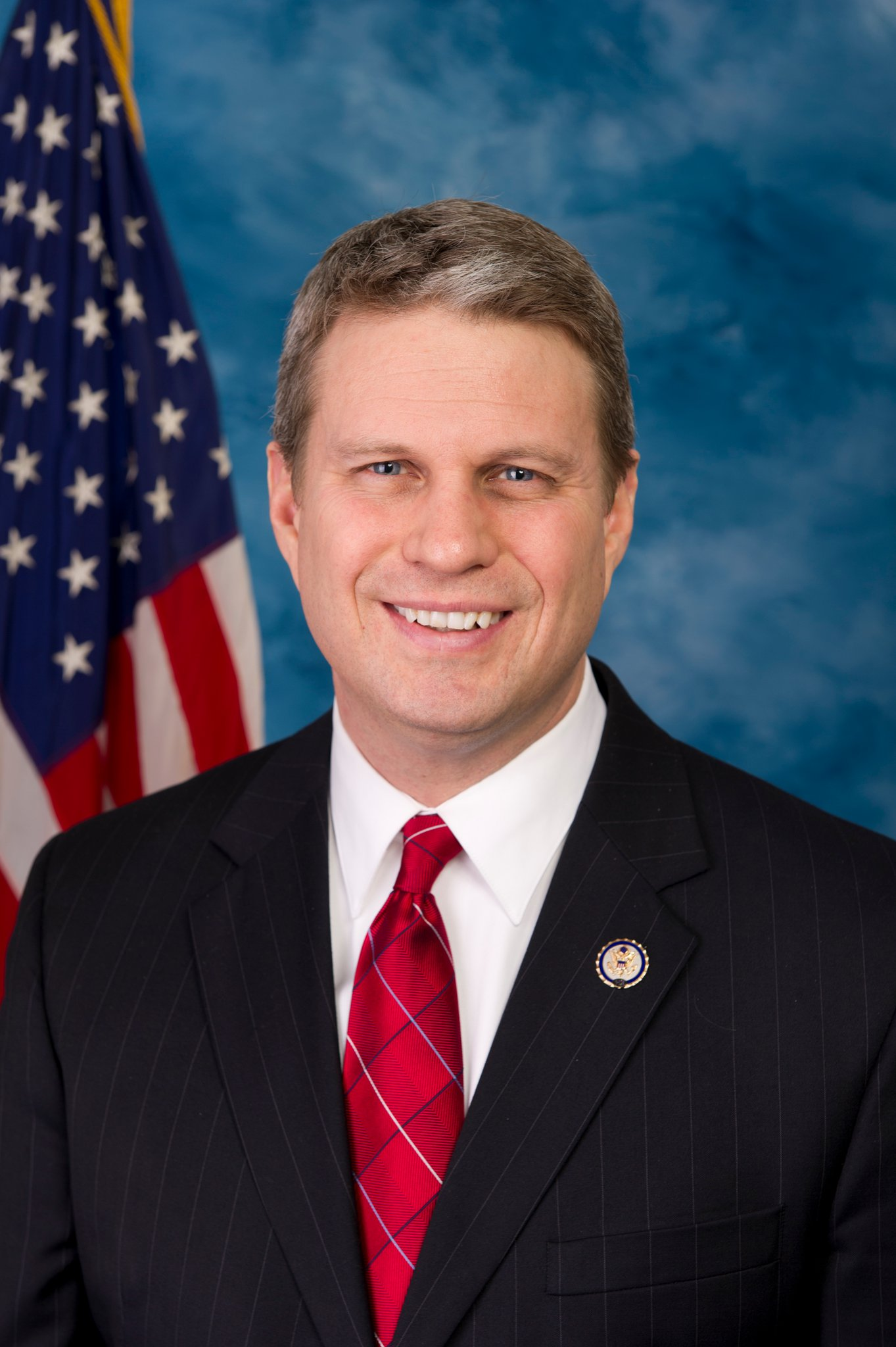
Bill Huizenga, derzeitiger Vertreter des zweiten Kongresswahlbezirks von Michigan

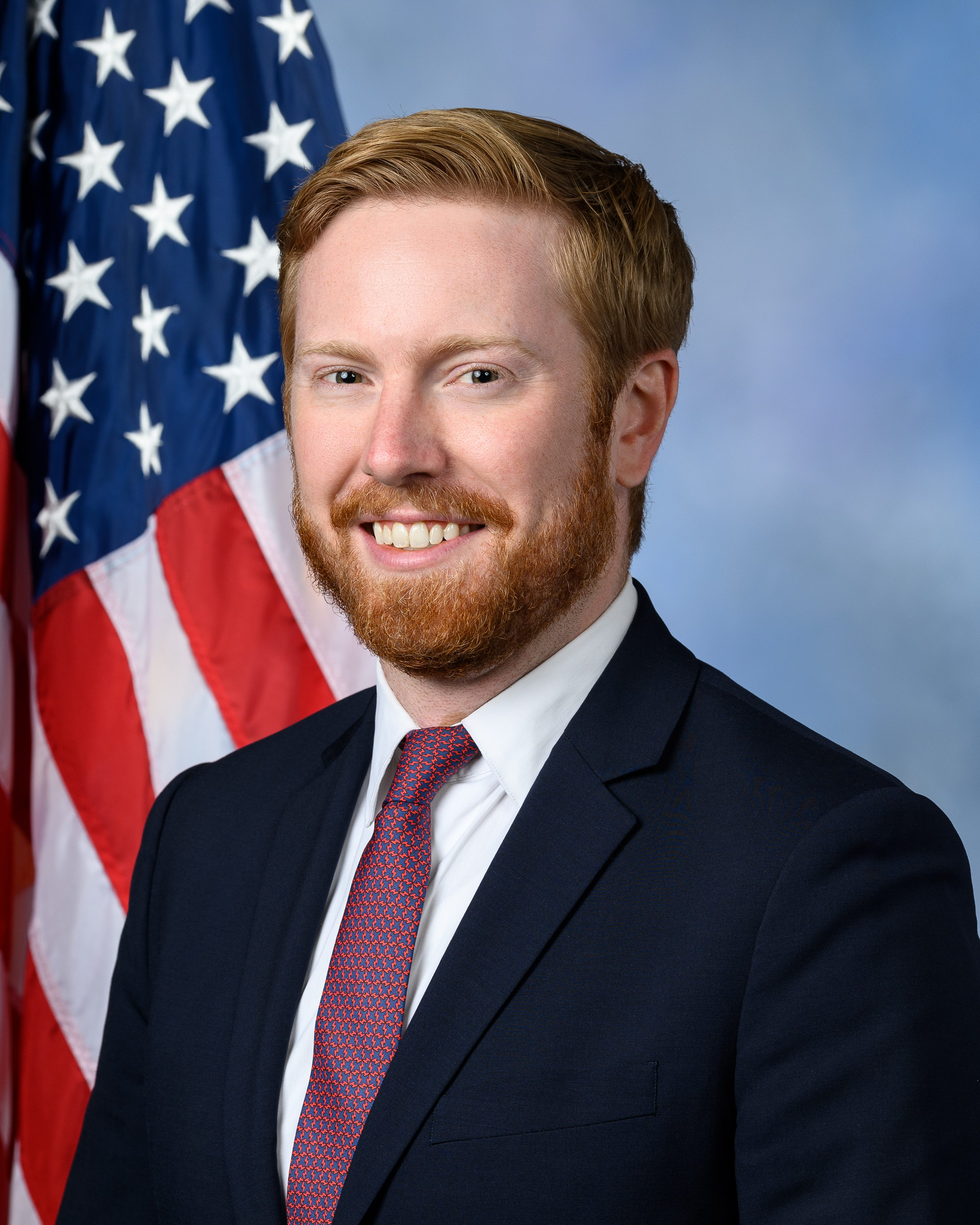
Peter Meijer, derzeitiger Vertreter des dritten Kongresswahlbezirks von Michigan

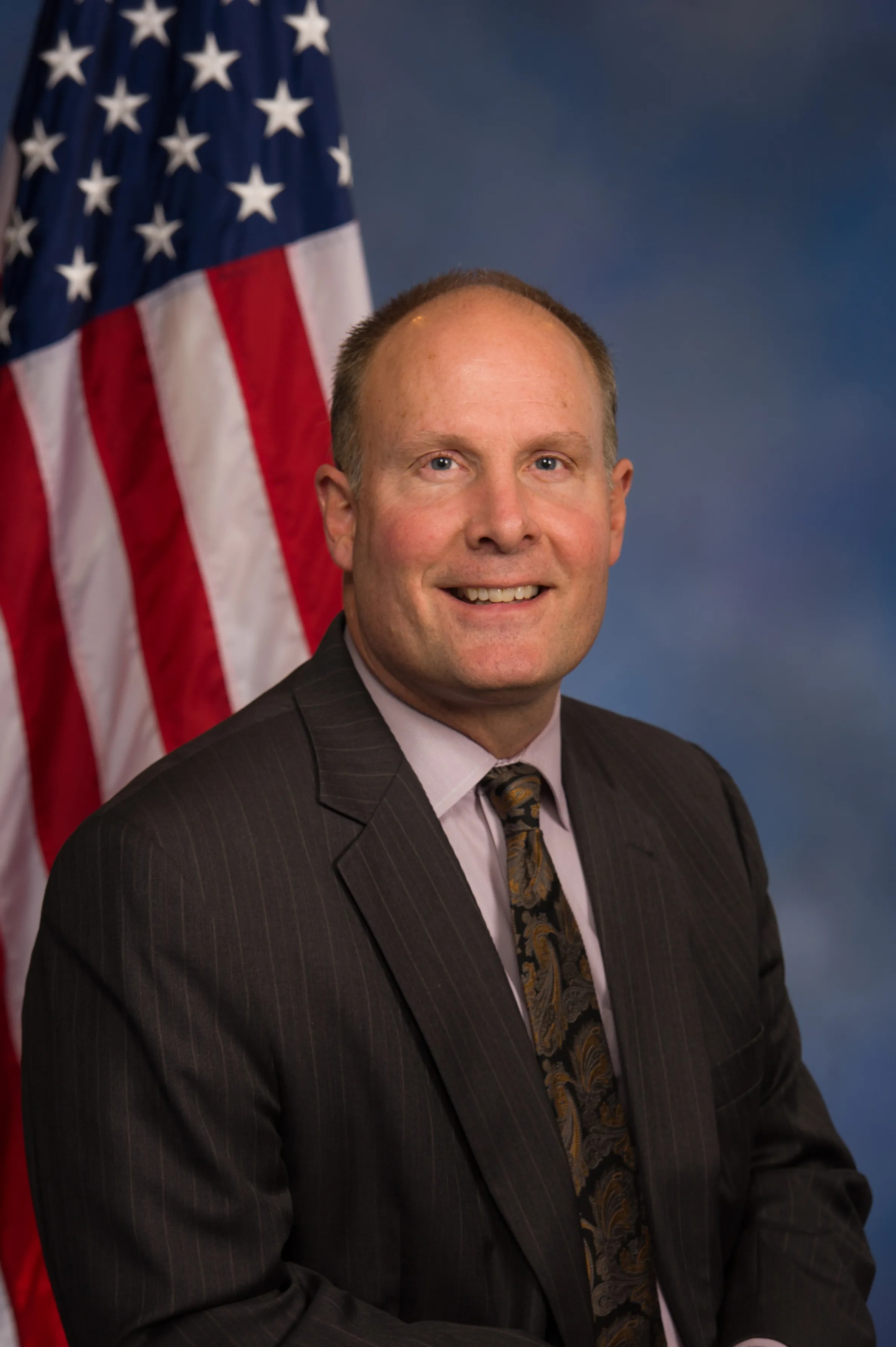
John Moolenaar, derzeitiger Vertreter des vierten Kongresswahlbezirks von Michigan

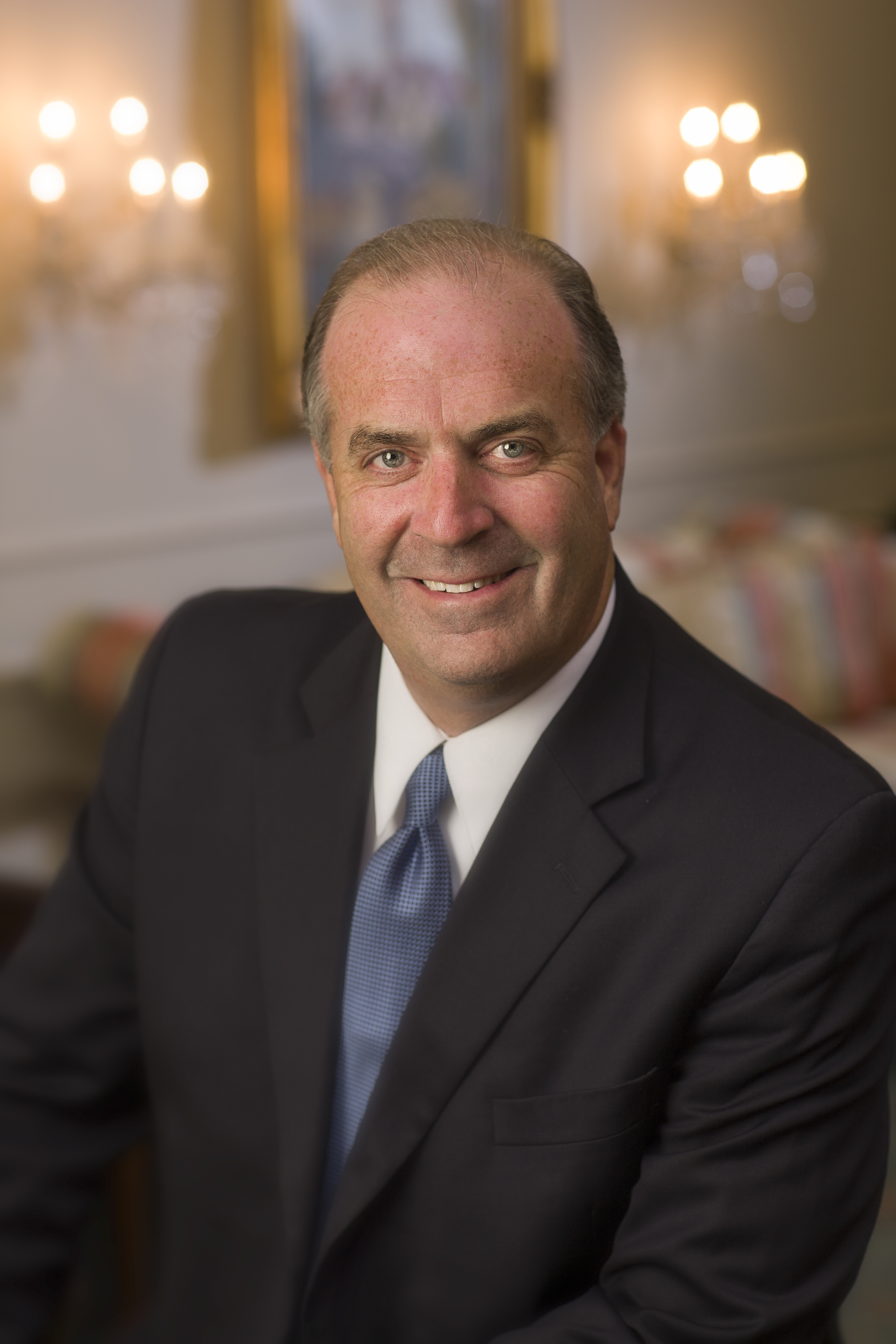
Dan Kildee, derzeitiger Vertreter des fünften Kongresswahlbezirks von Michigan

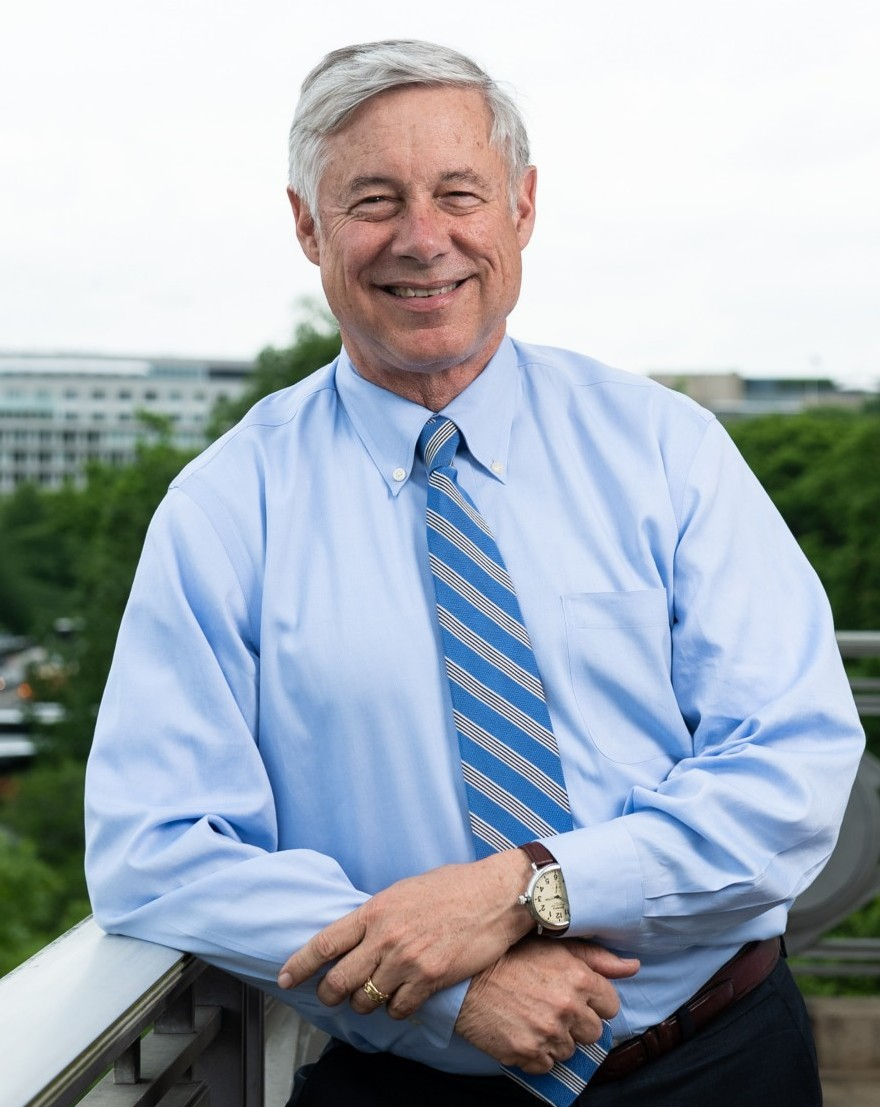
Fred Upton, derzeitiger Vertreter des sechsten Kongresswahlbezirks von Michigan

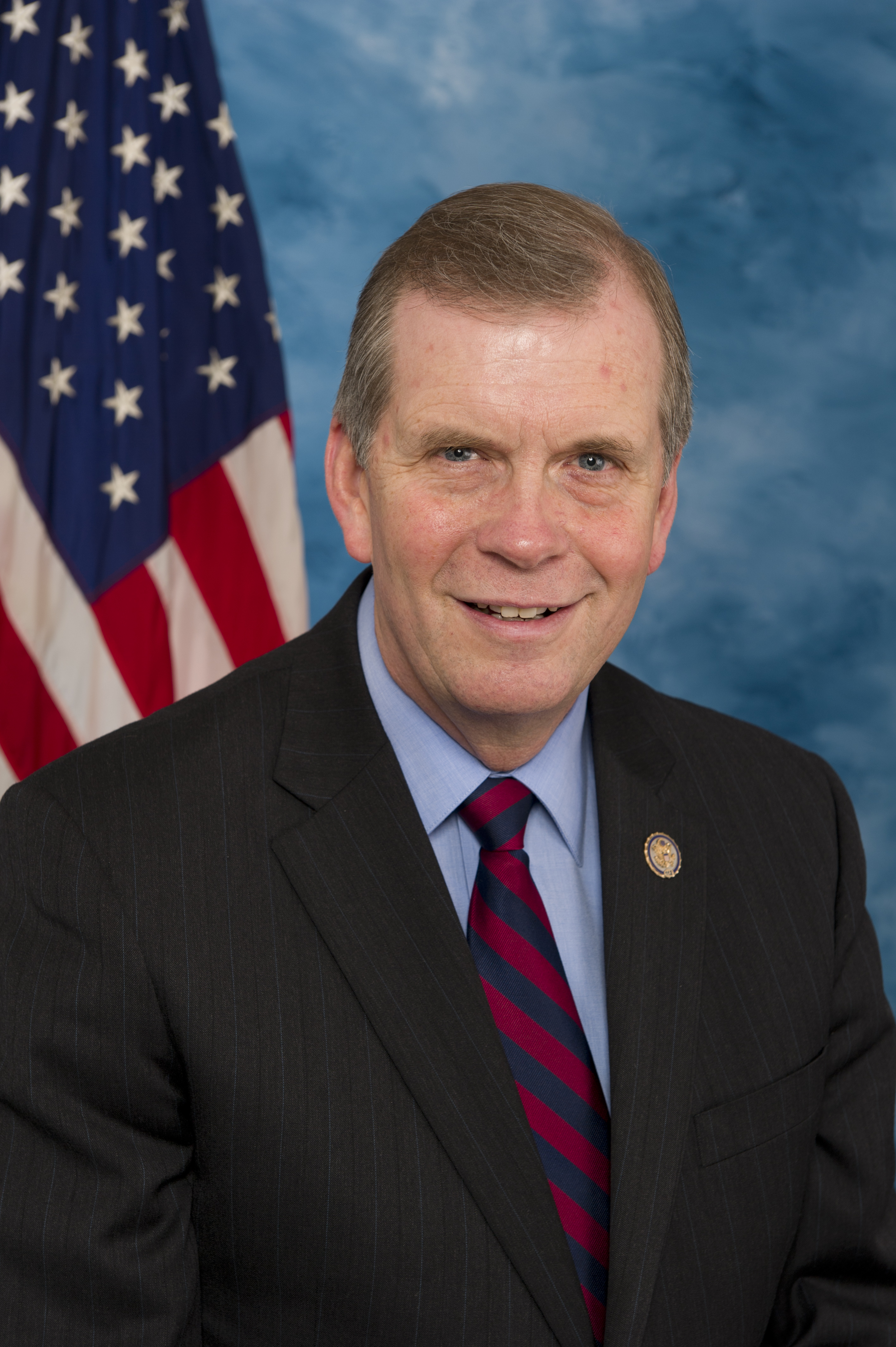
Tim Walberg, derzeitiger Vertreter des siebten Kongresswahlbezirks von Michigan

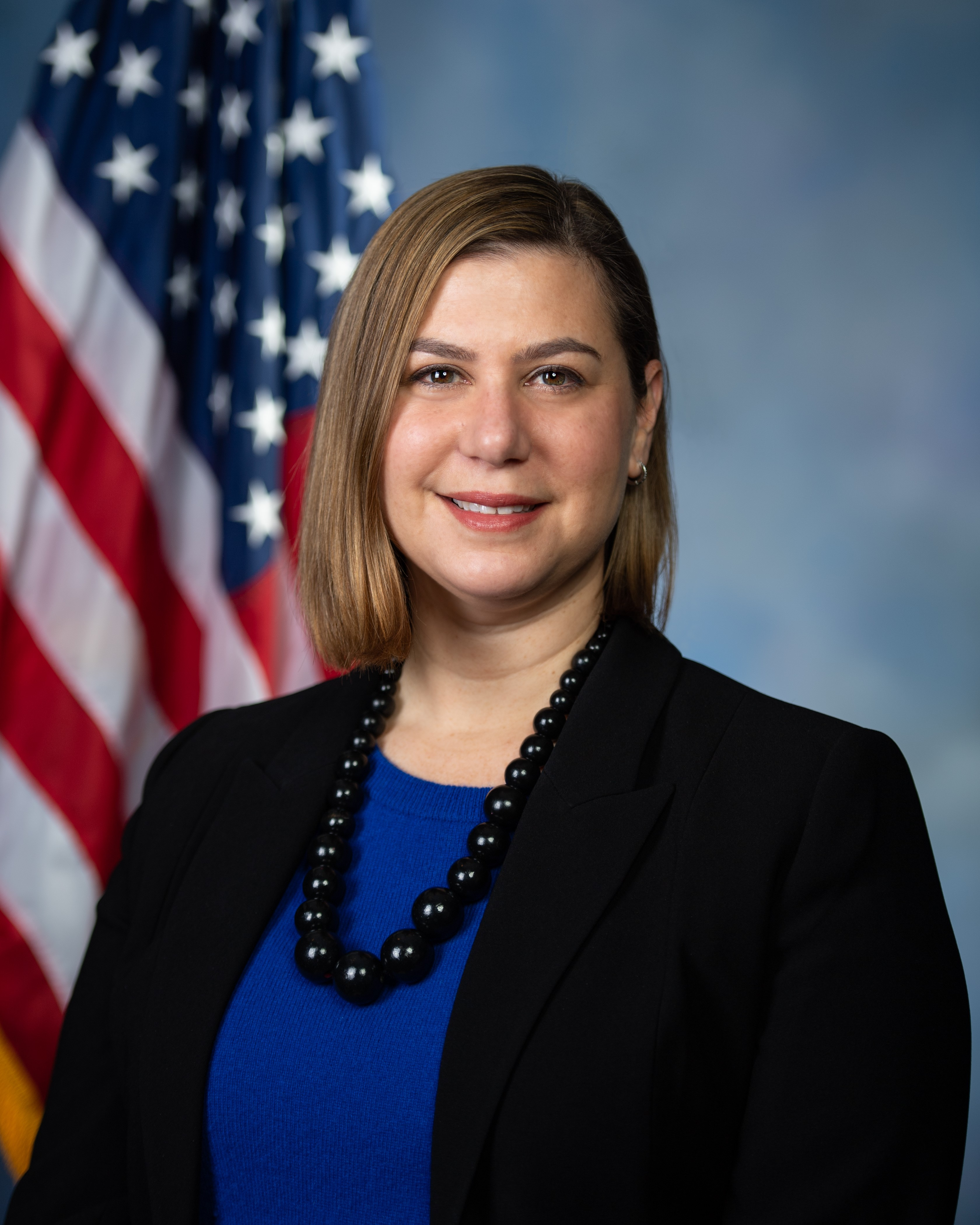
Elissa Slotkin, derzeitige Vertreterin des achten Kongresswahlbezirks von Michigan

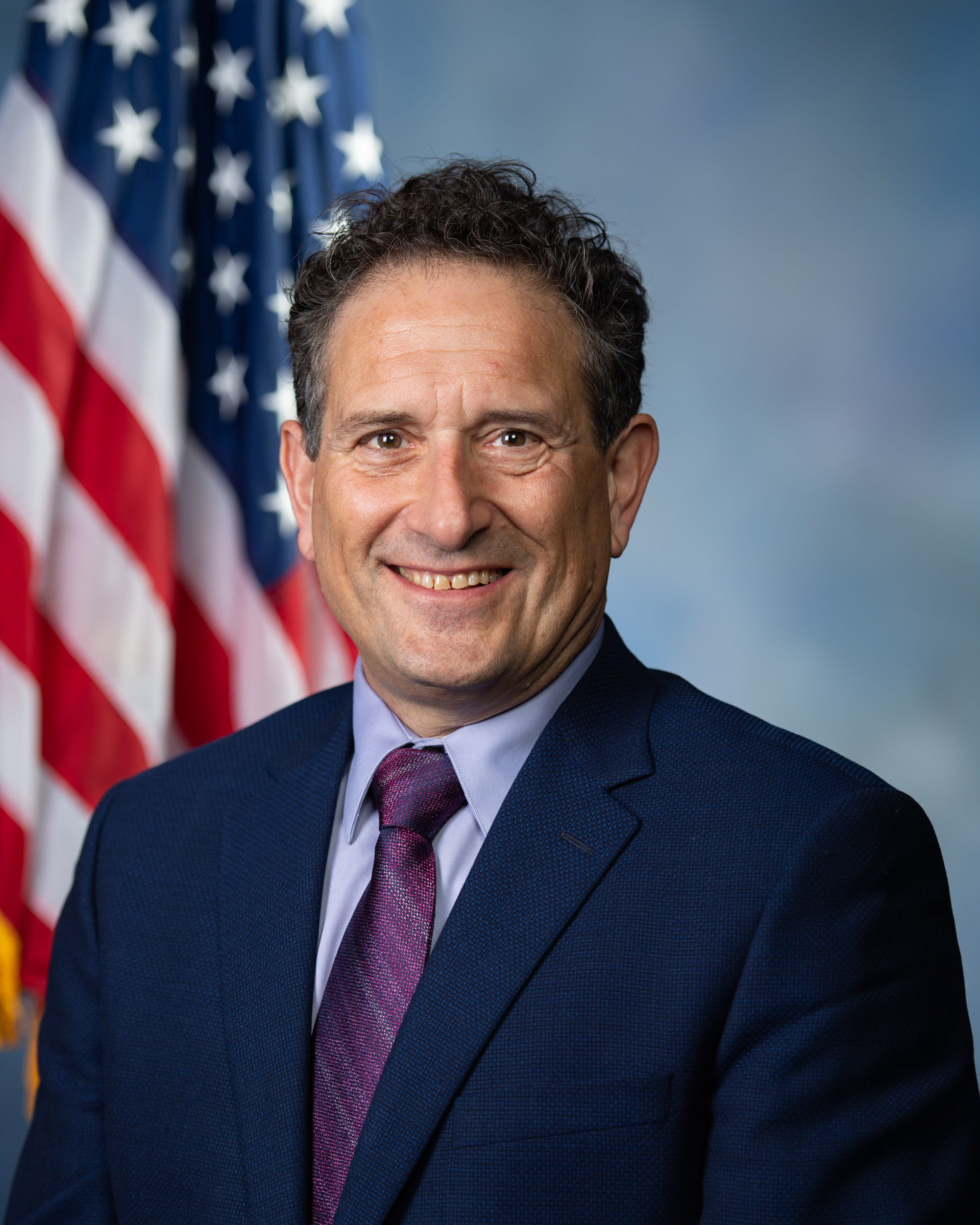
Andy Levin, derzeitiger Vertreter des neunten Kongresswahlbezirks von Michigan

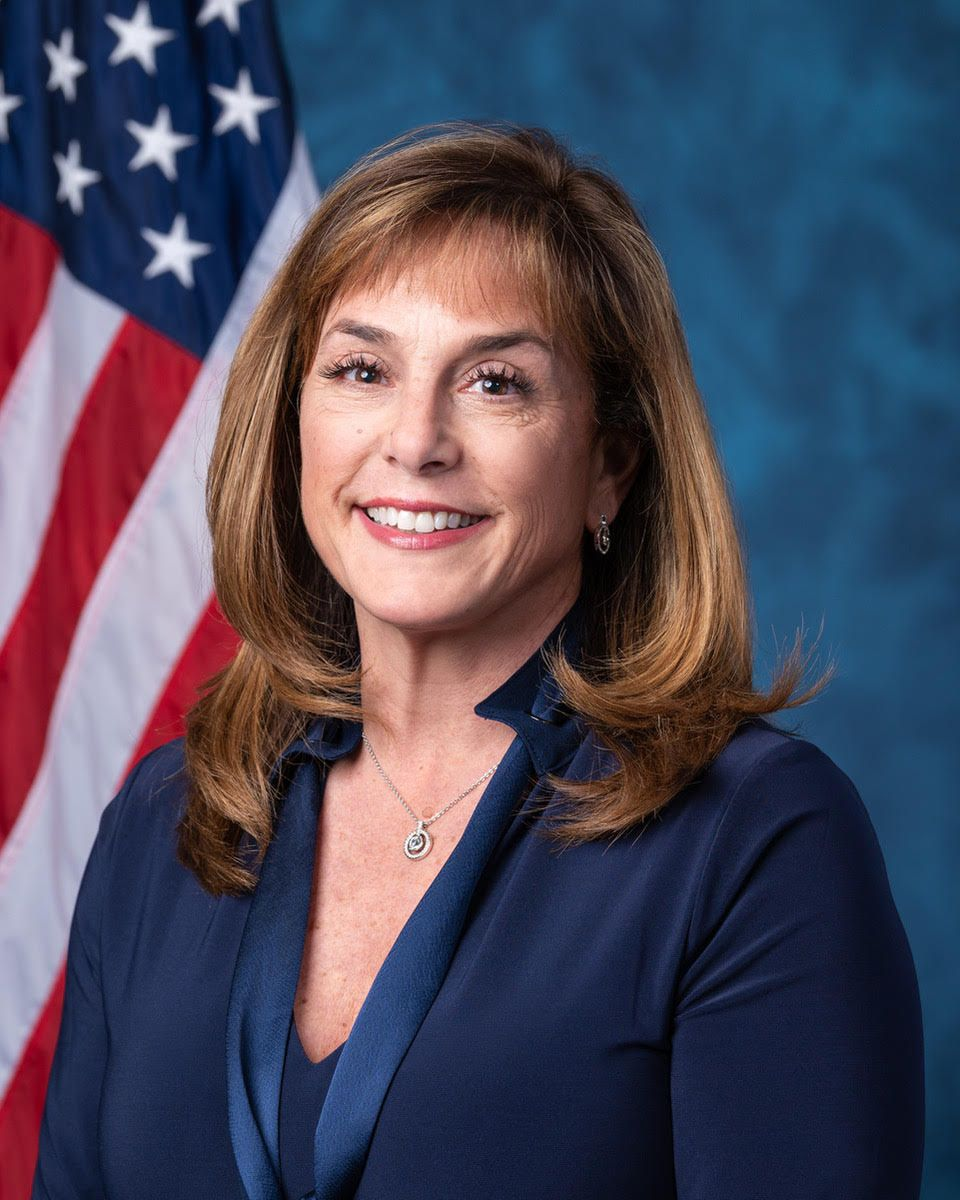
Lisa McClain, derzeitige Vertreterin des zehnten Kongresswahlbezirks von Michigan

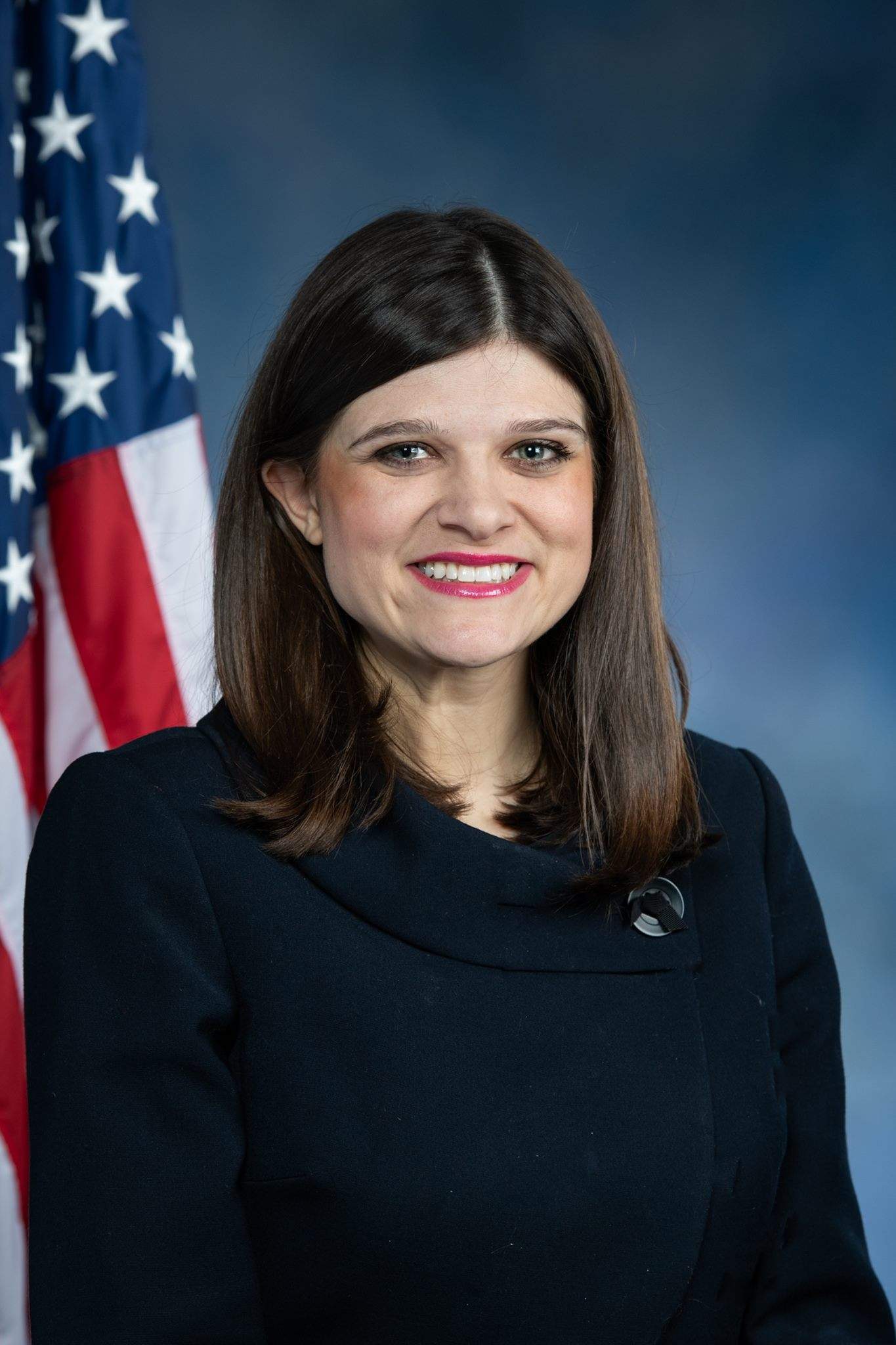
Haley Stevens, derzeitige Vertreterin des elften Kongresswahlbezirks von Michigan

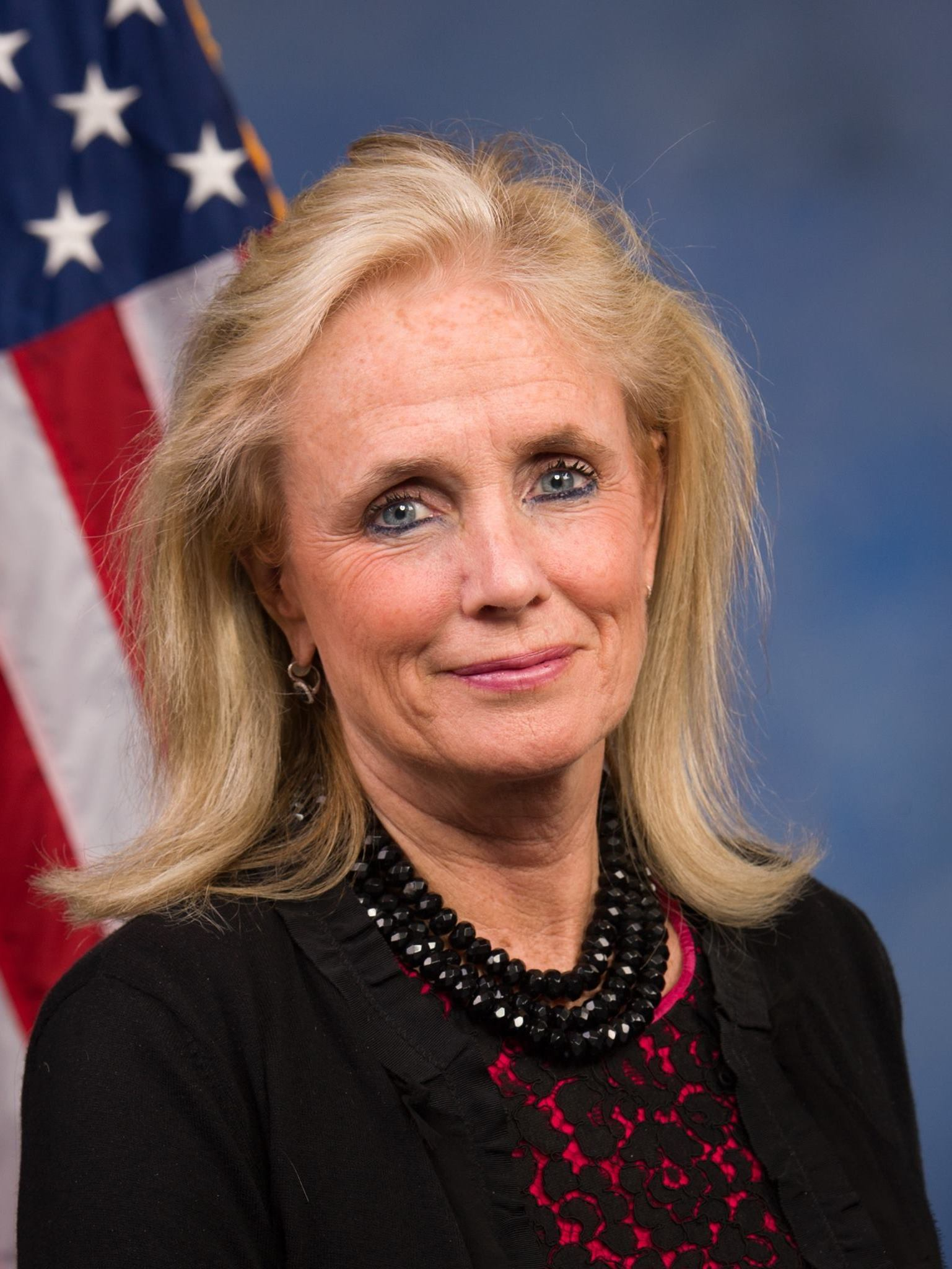
Debbie Dingell, derzeitige Vertreterin des zwölften Kongresswahlbezirks von Michigan

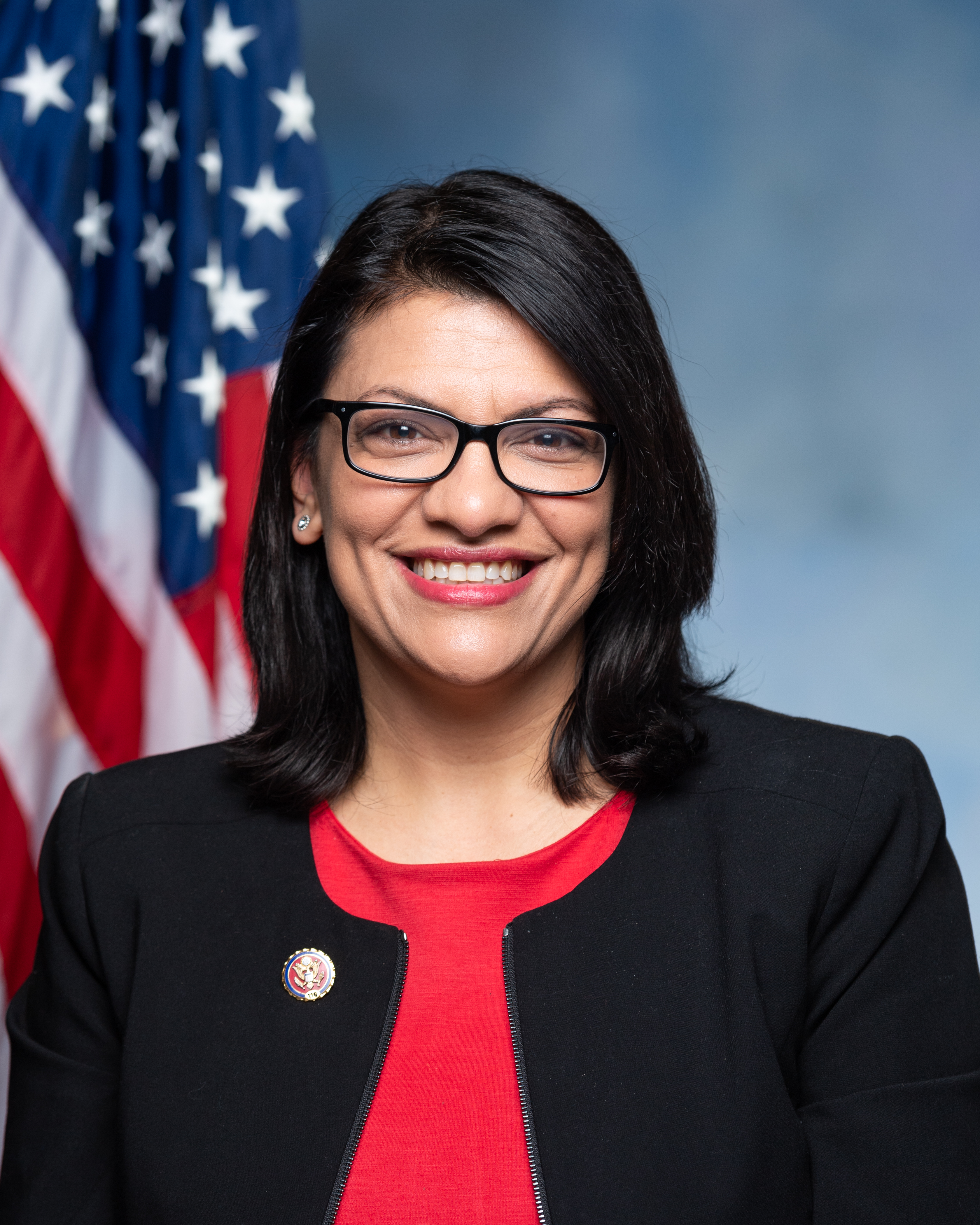
Rashida Tlaib, derzeitige Vertreterin des 13. Kongresswahlbezirks von Michigan

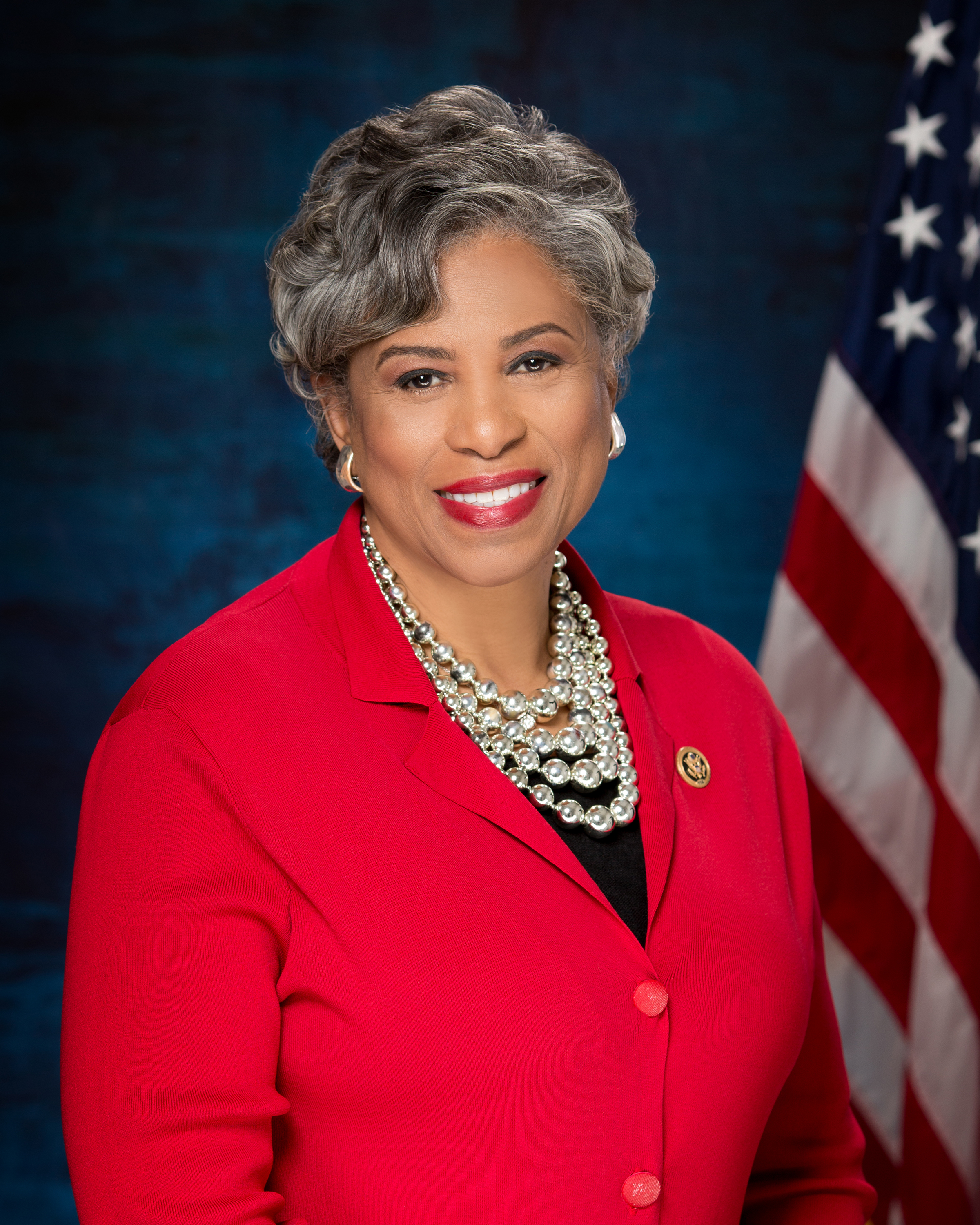
Brenda Lawrence, derzeitige Vertreterin des 14. Kongresswahlbezirks von Michigan

Diese Liste führt alle Politiker auf, die seit 1819 für das Michigan-Territorium und später für den Bundesstaat Michigan dem Repräsentantenhaus der Vereinigten Staaten angehört haben. Nach dem Beitritt des Staats zur Union stellte Michigan zunächst nur einen Abgeordneten. 1893 war deren Anzahl nach einem deutlichen Bevölkerungszuwachs bereits auf zwölf gestiegen. Von 1963 bis 1983 gab es sogar 19 Wahlbezirke in Michigan; derzeit sind es 15. In den Jahren 1913 und 1963 gab es jeweils ein zusätzliches staatsweites Mandat („at large“); ansonsten wurde stets getrennt nach Bezirken gewählt.

## Delegierte des Michigan-Territoriums (1819–1837)
| Name                 | Amtszeit                         | Partei    |
| -------------------- | -------------------------------- | --------- |
| William Woodbridge   | 4. März 1819 – 9. August 1820    | Whig      |
| Solomon Sibley       | 20. November 1820 – 3. März 1823 | parteilos |
| Gabriel Richard      | 4. März 1823 – 3. März 1825      | parteilos |
| Austin Eli Wing      | 4. März 1825 – 3. März 1829      | Whig      |
| John Biddle          | 4. März 1829 – 21. Februar 1831  | parteilos |
| Austin Eli Wing      | 4. März 1831 – 3. März 1833      | Whig      |
| Lucius Lyon          | 4. März 1833 – 3. März 1835      | Demokrat  |
| George Wallace Jones | 4. März 1835 – 26. Januar 1837   | Demokrat  |

## 1. Sitz (seit 1837)
| Name                        | Amtszeit                            | Partei       |
| --------------------------- | ----------------------------------- | ------------ |
| Isaac Edwin Crary           | 26. Januar 1837 – 3. März 1841      | Demokrat     |
| Jacob Merritt Howard        | 4. März 1841 – 3. März 1843         | Whig         |
| Robert McClelland           | 4. März 1843 – 3. März 1849         | Demokrat     |
| Alexander Woodruff Buel     | 4. März 1849 – 3. März 1851         | Demokrat     |
| Ebenezer Jenckes Penniman   | 4. März 1851 – 3. März 1853         | Whig         |
| David Stuart                | 4. März 1853 – 3. März 1855         | Demokrat     |
| William Alanson Howard      | 4. März 1855 – 3. März 1859         | Republikaner |
| George Bryan Cooper         | 4. März 1859 – 15. Mai 1860         | Demokrat     |
| William Alanson Howard      | 15. Mai 1860 – 3. März 1861         | Republikaner |
| Bradley Francis Granger     | 4. März 1861 – 3. März 1863         | Republikaner |
| Fernando Cortez Beaman      | 4. März 1863 – 3. März 1871         | Republikaner |
| Henry Waldron               | 4. März 1871 – 3. März 1873         | Republikaner |
| Moses Whelock Field         | 4. März 1873 – 3. März 1875         | Republikaner |
| Alpheus Starkey Williams    | 4. März 1875 – 21. Dezember 1878    | Demokrat     |
| John Stoughton Newberry     | 4. März 1879 – 3. März 1881         | Republikaner |
| Henry William Lord          | 4. März 1881 – 3. März 1883         | Republikaner |
| William Cotter Maybury      | 4. März 1883 – 3. März 1887         | Demokrat     |
| John Logan Chipman          | 4. März 1887 – 17. August 1893      | Demokrat     |
| Levi Thomas Griffin         | 4. Dezember 1893 – 3. März 1895     | Demokrat     |
| John Blaisdell Corliss      | 4. März 1895 – 3. März 1903         | Republikaner |
| Alfred Lucking              | 4. März 1903 – 3. März 1905         | Demokrat     |
| Edwin Denby                 | 4. März 1905 – 3. März 1911         | Republikaner |
| Frank Ellsworth Doremus     | 4. März 1911 – 3. März 1921         | Demokrat     |
| George Pierce Codd          | 4. März 1921 – 3. März 1923         | Republikaner |
| Robert Henry Clancy         | 4. März 1923 – 3. März 1925         | Demokrat     |
| John Bartholomew Sosnowski  | 4. März 1925 – 3. März 1927         | Republikaner |
| Robert Henry Clancy         | 4. März 1927 – 3. März 1933         | Republikaner |
| George Gregory Sadowski     | 4. März 1933 – 3. Januar 1939       | Demokrat     |
| Rudolph Gabriel Tenerowicz  | 3. Januar 1939 – 3. Januar 1943     | Demokrat     |
| George Gregory Sadowski     | 3. Januar 1943 – 3. Januar 1951     | Demokrat     |
| Thaddeus Michael Machrowicz | 3. Januar 1951 – 18. September 1961 | Demokrat     |
| Lucien Norbert Nedzi        | 7. November 1961 – 3. Januar 1965   | Demokrat     |
| John Conyers                | 3. Januar 1965 – 3. Januar 1993     | Demokrat     |
| Bartholomew Thomas Stupak   | 3. Januar 1993 – 3. Januar 2011     | Demokrat     |
| Daniel Joseph Benishek      | 3. Januar 2011 – 3. Januar 2017     | Republikaner |
| John Warren Bergman         | seit 3. Januar 2017                 | Republikaner |

## 2. Sitz (seit 1843)
| Name                     | Amtszeit                         | Partei       |
| ------------------------ | -------------------------------- | ------------ |
| Lucius Lyon              | 4. März 1843 – 3. März 1845      | Demokrat     |
| John Smith Chipman       | 4. März 1845 – 3. März 1847      | Demokrat     |
| Edward Bradley           | 4. März 1847 – 5. August 1847    | Demokrat     |
| Charles Edward Stuart    | 6. Dezember 1847 – 3. März 1849  | Demokrat     |
| William Sprague          | 4. März 1849 – 3. März 1851      | Whig         |
| Charles Edward Stuart    | 4. März 1851 – 3. März 1853      | Demokrat     |
| David Addison Noble      | 4. März 1853 – 3. März 1855      | Demokrat     |
| Henry Waldron            | 4. März 1855 – 3. März 1861      | Republikaner |
| Fernando Cortez Beaman   | 4. März 1861 – 3. März 1863      | Republikaner |
| Charles Upson            | 4. März 1863 – 3. März 1869      | Republikaner |
| William Lewis Stoughton  | 4. März 1869 – 3. März 1973      | Republikaner |
| Henry Waldron            | 4. März 1873 – 3. März 1877      | Republikaner |
| Edwin Willits            | 4. März 1877 – 3. März 1883      | Republikaner |
| Nathaniel Buel Eldredge  | 4. März 1883 – 3. März 1887      | Demokrat     |
| Edward Payson Allen      | 4. März 1887 – 3. März 1891      | Republikaner |
| James Sedgwick Gorman    | 4. März 1891 – 3. März 1895      | Demokrat     |
| George Spalding          | 4. März 1895 – 3. März 1899      | Republikaner |
| Henry Cassorte Smith     | 4. März 1899 – 3. März 1903      | Republikaner |
| Charles Elroy Townsend   | 4. März 1903 – 3. März 1911      | Republikaner |
| William Walter Wedemeyer | 4. März 1911 – 2. Januar 1913    | Republikaner |
| Samuel Willard Beakes    | 4. März 1913 – 3. März 1917      | Demokrat     |
| Mark Reeves Bacon        | 4. März 1917 – 13. Dezember 1917 | Republikaner |
| Samuel Willard Beakes    | 13. Dezember 1917 – 3. März 1919 | Demokrat     |
| Earl Cory Michener       | 4. März 1919 – 3. März 1933      | Republikaner |
| John Camillus Lehr       | 4. März 1933 – 3. Januar 1935    | Demokrat     |
| Earl Cory Michener       | 3. Januar 1935 – 3. Januar 1951  | Republikaner |
| George Meader            | 3. Januar 1951 – 3. Januar 1965  | Republikaner |
| Weston Edward Vivian     | 3. Januar 1965 – 3. Januar 1967  | Demokrat     |
| Marvin Leonel Esch       | 3. Januar 1967 – 3. Januar 1977  | Republikaner |
| Carl Duane Pursell       | 3. Januar 1977 – 3. Januar 1993  | Republikaner |
| Peter Hoekstra           | 3. Januar 1993 – 3. Januar 2011  | Republikaner |
| William Patrick Huizenga | seit 3. Januar 2011              | Republikaner |

## 3. Sitz (seit 1843)
| Name                       | Amtszeit                           | Partei            |
| -------------------------- | ---------------------------------- | ----------------- |
| James Bennett Hunt         | 4. März 1843 – 3. März 1847        | Demokrat          |
| Kinsley Scott Bingham      | 4. März 1847 – 3. März 1861        | Demokrat          |
| James Lockwood Conger      | 4. März 1851 – 3. März 1853        | Whig              |
| Samuel Clark               | 4. März 1853 – 3. März 1855        | Demokrat          |
| David Safford Walbridge    | 4. März 1855 – 3. März 1859        | Republikaner      |
| Francis William Kellogg    | 4. März 1859 – 3. März 1863        | Republikaner      |
| John Wesley Longyear       | 4. März 1863 – 3. März 1867        | Republikaner      |
| Austin Blair               | 4. März 1867 – 3. März 1973        | Republikaner      |
| George Willard             | 4. März 1873 – 3. März 1877        | Republikaner      |
| Jonas Hartzell McGowan     | 4. März 1877 – 3. März 1881        | Republikaner      |
| Edward Samuel Lacey        | 4. März 1881 – 3. März 1885        | Republikaner      |
| James O’Donnell            | 4. März 1885 – 3. März 1893        | Republikaner      |
| Julius Caesar Burrows      | 4. März 1893 – 23. Januar 1895     | Republikaner      |
| Alfred Milnes              | 2. Dezember 1895 – 3. März 1897    | Republikaner      |
| Albert May Todd            | 4. März 1897 – 3. März 1899        | Demokrat          |
| Washington Gardner         | 4. März 1899 – 3. März 1911        | Republikaner      |
| John M. C. Smith           | 4. März 1911 – 3. März 1921        | Republikaner      |
| William Horace Frankhauser | 4. März 1921 – 9. Mai 1921         | Republikaner      |
| John M. C. Smith           | 28. Juni 1921 – 30. März 1923      | Republikaner      |
| Arthur Bruce Williams      | 19. Juni 1923 – 1. Mai 1925        | Republikaner      |
| Joseph Lawrence Hooper     | 18. August 1925 – 22. Februar 1934 | Republikaner      |
| Henry Mahlon Kimball       | 3. Januar 1935 – 19. Oktober 1935  | Republikaner      |
| Verner Wright Main         | 17. Dezember 1935 – 3. Januar 1937 | Republikaner      |
| Paul Werntz Shafer         | 3. Januar 1937 – 17. August 1954   | Republikaner      |
| August Edgar Johansen      | 3. Januar 1955 – 3. Januar 1965    | Republikaner      |
| Paul Harold Todd           | 3. Januar 1965 – 3. Januar 1967    | Demokrat          |
| Garry Eldridge Brown       | 3. Januar 1967 – 3. Januar 1979    | Republikaner      |
| Howard Eliot Wolpe         | 3. Januar 1979 – 3. Januar 1993    | Demokrat          |
| Paul Brentwood Henry       | 3. Januar 1993 – 31. Juli 1993     | Republikaner      |
| Vernon James Ehlers        | 7. Dezember 1993 – 3. Januar 2011  | Republikaner      |
| Justin Amash               | 3. Januar 2011 – 4. Juli 2019      | Republikaner      |
| Justin Amash               | 4. Juli 2019 – 1. Mai 2020         | Unabhängiger      |
| Justin Amash               | 1. Mai 2020 –                      | Libertarian Party |
| Peter James Meijer         | seit 3. Januar 2021                | Republikaner      |

## 4. Sitz (seit 1853)
| Name                        | Amtszeit                         | Partei       |
| --------------------------- | -------------------------------- | ------------ |
| Hestor Lockhart Stevens     | 4. März 1853 – 3. März 1855      | Demokrat     |
| George Washington Peck      | 4. März 1855 – 3. März 1857      | Demokrat     |
| DeWitt Clinton Leach        | 4. März 1857 – 3. März 1861      | Republikaner |
| Rowland Ebenezer Trowbridge | 4. März 1861 – 3. März 1863      | Republikaner |
| Francis William Kellogg     | 4. März 1863 – 3. März 1865      | Republikaner |
| Thomas White Ferry          | 4. März 1865 – 3. März 1871      | Republikaner |
| Wilder De Ayr Foster        | 4. Dezember 1871 – 3. März 1873  | Republikaner |
| Julius Caesar Burrows       | 4. März 1873 – 3. März 1875      | Republikaner |
| Allen Potter                | 4. März 1875 – 3. März 1877      | Demokrat     |
| Edwin William Keightley     | 4. März 1877 – 3. März 1879      | Republikaner |
| Julius Caesar Burrows       | 4. März 1879 – 3. März 1883      | Republikaner |
| George Lewis Yaple          | 4. März 1883 – 3. März 1885      | Demokrat     |
| Julius Caesar Burrows       | 4. März 1885 – 3. März 1893      | Republikaner |
| Henry Franklin Thomas       | 4. März 1893 – 3. März 1897      | Republikaner |
| Edward La Rue Hamilton      | 4. März 1897 – 3. März 1921      | Republikaner |
| John Clark Ketcham          | 4. März 1921 – 3. März 1933      | Republikaner |
| George Ernest Foulkes       | 4. März 1933 – 3. Januar 1935    | Demokrat     |
| Clare Eugene Hoffman        | 3. Januar 1935 – 3. Januar 1963  | Republikaner |
| J. Edward Hutchinson        | 3. Januar 1963 – 3. Januar 1977  | Republikaner |
| David Alan Stockman         | 3. Januar 1977 – 27. Januar 1981 | Republikaner |
| Mark Deli Siljander         | 21. April 1981 – 3. Januar 1987  | Republikaner |
| Frederick Stephen Upton     | 3. Januar 1987 – 3. Januar 1993  | Republikaner |
| David Lee Camp              | 3. Januar 1993 – 3. Januar 2015  | Republikaner |
| John Robert Moolenaar       | seit 3. Januar 2015              | Republikaner |

## 5. Sitz (seit 1863)
| Name                        | Amtszeit                          | Partei       |
| --------------------------- | --------------------------------- | ------------ |
| Augustus Carpenter Baldwin  | 4. März 1863 – 3. März 1865       | Demokrat     |
| Rowland Ebenezer Trowbridge | 4. März 1865 – 3. März 1869       | Republikaner |
| Omar Dwight Conger          | 4. März 1869 – 3. März 1873       | Republikaner |
| Wilder De Ayr Foster        | 4. März 1873 – 20. September 1873 | Republikaner |
| William Brewster Williams   | 1. Dezember 1873 – 3. März 1877   | Republikaner |
| John Wesley Stone           | 4. März 1877 – 3. März 1881       | Republikaner |
| George Washington Webber    | 4. März 1881 – 3. März 1883       | Republikaner |
| Julius Houseman             | 4. März 1883 – 3. März 1885       | Demokrat     |
| Charles Carter Comstock     | 4. März 1885 – 3. März 1887       | Demokrat     |
| Melbourne Haddock Ford      | 4. März 1887 – 3. März 1889       | Demokrat     |
| Charles Eugene Belknap      | 4. März 1889 – 3. März 1891       | Republikaner |
| Melbourne Haddock Ford      | 4. März 1891 – 20. April 1891     | Demokrat     |
| Charles Eugene Belknap      | 3. November 1891 – 3. März 1893   | Republikaner |
| George Frederick Richardson | 4. März 1893 – 3. März 1895       | Demokrat     |
| William Alden Smith         | 4. März 1895 – 9. Februar 1907    | Republikaner |
| Gerrit John Diekema         | 17. März 1908 – 3. März 1911      | Republikaner |
| Edwin Forrest Sweet         | 4. März 1911 – 3. März 1913       | Demokrat     |
| Carl Edgar Mapes            | 4. März 1913 – 12. Dezember 1939  | Republikaner |
| Bartel John Jonkman         | 19. Februar 1940 – 3. Januar 1949 | Republikaner |
| Gerald Rudolph Ford         | 3. Januar 1949 – 6. Dezember 1973 | Republikaner |
| Richard Vander Veen         | 18. Februar 1974 – 3. Januar 1977 | Demokrat     |
| Harold Samuel Sawyer        | 3. Januar 1977 – 3. Januar 1985   | Republikaner |
| Paul Brentwood Henry        | 3. Januar 1985 – 3. Januar 1993   | Republikaner |
| James Allan Barcia          | 3. Januar 1993 – 3. Januar 2003   | Demokrat     |
| Dale Edward Kildee          | 3. Januar 2003 – 3. Januar 2013   | Demokrat     |
| Daniel Timothy Kildee       | seit 3. Januar 2013               | Demokrat     |

## 6. Sitz (seit 1863)
| Name                       | Amtszeit                           | Partei       |
| -------------------------- | ---------------------------------- | ------------ |
| John Fletcher Driggs       | 4. März 1863 – 3. März 1869        | Republikaner |
| Randolph Strickland        | 4. März 1869 – 3. März 1871        | Republikaner |
| Jabez Gridley Sutherland   | 4. März 1871 – 3. März 1873        | Demokrat     |
| Josiah Williams Begole     | 4. März 1873 – 3. März 1875        | Republikaner |
| George Harman Durand       | 4. März 1875 – 3. März 1877        | Demokrat     |
| Mark Spencer Brewer        | 4. März 1877 – 3. März 1881        | Republikaner |
| Oliver Lyman Spaulding     | 4. März 1881 – 3. März 1883        | Republikaner |
| Edwin Baruch Winans        | 4. März 1883 – 3. März 1887        | Demokrat     |
| Mark Spencer Brewer        | 4. März 1887 – 3. März 1891        | Republikaner |
| Byron Gray Stout           | 4. März 1891 – 3. März 1893        | Demokrat     |
| David Demerest Aitken      | 4. März 1893 – 3. März 1897        | Republikaner |
| Samuel William Smith       | 4. März 1897 – 3. März 1915        | Republikaner |
| Patrick Henry Kelley       | 4. März 1915 – 3. März 1923        | Republikaner |
| Grant Martin Hudson        | 4. März 1923 – 3. März 1931        | Republikaner |
| Seymour Howe Person        | 4. März 1931 – 3. März 1933        | Republikaner |
| Claude Ernest Cady         | 4. März 1933 – 3. Januar 1935      | Demokrat     |
| William Wallace Blackney   | 3. Januar 1935 – 3. Januar 1937    | Republikaner |
| Andrew Jackson Transue     | 3. Januar 1937 – 3. Januar 1939    | Demokrat     |
| William Wallace Blackney   | 3. Januar 1939 – 3. Januar 1953    | Republikaner |
| Kit Francis Clardy         | 3. Januar 1953 – 3. Januar 1955    | Republikaner |
| Donald Hayworth            | 3. Januar 1955 – 3. Januar 1957    | Demokrat     |
| Charles Ernest Chamberlain | 3. Januar 1957 – 31. Dezember 1974 | Republikaner |
| Milton Robert Carr         | 3. Januar 1975 – 3. Januar 1981    | Demokrat     |
| James Whitney Dunn         | 3. Januar 1981 – 3. Januar 1983    | Republikaner |
| Milton Robert Carr         | 3. Januar 1983 – 3. Januar 1993    | Demokrat     |
| Frederick Stephen Upton    | seit 3. Januar 1993                | Republikaner |

## 7. Sitz (seit 1873)
| Name                  | Amtszeit                           | Partei       |
| --------------------- | ---------------------------------- | ------------ |
| Omar Dwight Conger    | 4. März 1873 – 3. März 1881        | Republikaner |
| John Tyler Rich       | 5. April 1881 – 3. März 1883       | Republikaner |
| Ezra Child Carleton   | 4. März 1883 – 3. März 1887        | Demokrat     |
| Justin Rice Whiting   | 4. März 1887 – 3. März 1895        | Demokrat     |
| Horace Greeley Snover | 4. März 1895 – 3. März 1899        | Republikaner |
| Edgar Weeks           | 4. März 1899 – 3. März 1903        | Republikaner |
| Henry Gordon McMorran | 4. März 1903 – 3. März 1913        | Republikaner |
| Louis Convers Cramton | 4. März 1913 – 3. März 1931        | Republikaner |
| Jesse Paine Wolcott   | 4. März 1931 – 3. Januar 1957      | Republikaner |
| Robert John McIntosh  | 3. Januar 1957 – 3. Januar 1959    | Republikaner |
| James Grant O’Hara    | 3. Januar 1959 – 3. Januar 1965    | Demokrat     |
| John C. Mackie        | 3. Januar 1965 – 3. Januar 1967    | Demokrat     |
| Donald Wayne Riegle   | 3. Januar 1967 – 30. Dezember 1976 | Republikaner |
| Dale Edward Kildee    | 3. Januar 1977 – 3. Januar 1993    | Demokrat     |
| Nick H. Smith         | 3. Januar 1993 – 3. Januar 2005    | Republikaner |
| John J. H. Schwarz    | 3. Januar 2005 – 3. Januar 2007    | Republikaner |
| Timothy Lee Walberg   | 3. Januar 2007 – 3. Januar 2009    | Republikaner |
| Mark Schauer          | 3. Januar 2009 – 3. Januar 2011    | Demokrat     |
| Timothy Lee Walberg   | seit 3. Januar 2011                | Republikaner |

## 8. Sitz (seit 1873)
| Name                      | Amtszeit                          | Partei       |
| ------------------------- | --------------------------------- | ------------ |
| Nathan Ball Bradley       | 4. März 1873 – 3. März 1877       | Republikaner |
| Charles Clinton Ellsworth | 4. März 1877 – 3. März 1879       | Republikaner |
| Roswell Gilbert Horr      | 4. März 1879 – 3. März 1885       | Republikaner |
| Timothy Edward Tarsney    | 4. März 1885 – 3. März 1889       | Demokrat     |
| Aaron Thomas Bliss        | 4. März 1889 – 3. März 1891       | Republikaner |
| Henry Melville Youmans    | 4. März 1891 – 3. März 1893       | Demokrat     |
| William Seelye Linton     | 4. März 1893 – 3. März 1897       | Republikaner |
| Ferdinand Brucker         | 4. März 1897 – 3. März 1899       | Demokrat     |
| Joseph Warren Fordney     | 4. März 1899 – 3. März 1923       | Republikaner |
| Bird J. Vincent           | 4. März 1923 – 18. Juli 1931      | Republikaner |
| Michael James Hart        | 3. November 1931 – 3. Januar 1935 | Demokrat     |
| Fred Lewis Crawford       | 3. Januar 1935 – 3. Januar 1953   | Republikaner |
| Alvin Morell Bentley      | 3. Januar 1953 – 3. Januar 1961   | Republikaner |
| James Harvey              | 3. Januar 1961 – 31. Januar 1974  | Republikaner |
| Jerome Bob Traxler        | 16. April 1974 – 3. Januar 1993   | Demokrat     |
| Milton Robert Carr        | 3. Januar 1993 – 3. Januar 1995   | Demokrat     |
| Richard Chrysler          | 3. Januar 1995 – 3. Januar 1997   | Republikaner |
| Deborah Ann Stabenow      | 3. Januar 1997 – 3. Januar 2001   | Demokrat     |
| Michael J. Rogers         | 3. Januar 2001 – 3. Januar 2015   | Republikaner |
| Michael D. Bishop         | 3. Januar 2015 – 3. Januar 2019   | Republikaner |
| Elissa Blair Slotkin      | seit 3. Januar 2019               | Demokrat     |

## 9. Sitz (seit 1873)
| Name                      | Amtszeit                          | Partei       |
| ------------------------- | --------------------------------- | ------------ |
| Jay Abel Hubbell          | 4. März 1873 – 3. März 1883       | Republikaner |
| Byron Mac Cutcheon        | 4. März 1883 – 3. März 1891       | Republikaner |
| Harrison H. Wheeler       | 4. März 1891 – 3. März 1893       | Demokrat     |
| John Wesley Moon          | 4. März 1893 – 3. März 1895       | Republikaner |
| Roswell Peter Bishop      | 4. März 1895 – 3. März 1907       | Republikaner |
| James Campbell McLaughlin | 4. März 1907 – 29. November 1932  | Republikaner |
| Harry Webster Musselwhite | 4. März 1933 – 3. Januar 1935     | Demokrat     |
| Albert Joseph Engel       | 3. Januar 1935 – 3. Januar 1951   | Republikaner |
| Ruth Thompson             | 3. Januar 1951 – 3. Januar 1957   | Republikaner |
| Robert Paul Griffin       | 3. Januar 1957 – 10. Mai 1966     | Republikaner |
| Guy Adrian Vander Jagt    | 8. November 1966 – 3. Januar 1993 | Republikaner |
| Dale Edward Kildee        | 3. Januar 1993 – 3. Januar 2005   | Demokrat     |
| Joseph Knollenberg        | 3. Januar 2005 – 3. Januar 2009   | Republikaner |
| Gary Peters               | 3. Januar 2009 – 3. Januar 2013   | Demokrat     |
| Sander Martin Levin       | 3. Januar 2013 – 3. Januar 2019   | Demokrat     |
| Andrew Saul Levin         | seit 3. Januar 2019               | Demokrat     |

## 10. Sitz (seit 1883)
| Name                       | Amtszeit                           | Partei       |
| -------------------------- | ---------------------------------- | ------------ |
| Herschel Harrison Hatch    | 4. März 1883 – 3. März 1885        | Republikaner |
| Spencer Oliver Fisher      | 4. März 1885 – 3. März 1889        | Demokrat     |
| Frank Willis Wheeler       | 4. März 1889 – 3. März 1891        | Republikaner |
| Thomas Addis Emmet Weadock | 4. März 1891 – 3. März 1895        | Demokrat     |
| Rousseau Owen Crump        | 4. März 1895 – 1. Mai 1901         | Republikaner |
| Henry Harrison Aplin       | 15. Oktober 1901 – 3. März 1903    | Republikaner |
| George Alvin Loud          | 4. März 1903 – 3. März 1913        | Republikaner |
| Roy Orchard Woodruff       | 4. März 1913 – 3. März 1915        | Progressiver |
| George Alvin Loud          | 4. März 1915 – 3. März 1917        | Republikaner |
| Gilbert Archibald Currie   | 4. März 1917 – 3. März 1921        | Republikaner |
| Roy Orchard Woodruff       | 4. März 1921 – 3. Januar 1953      | Republikaner |
| Elford Albin Cederberg     | 3. Januar 1953 – 31. Dezember 1978 | Republikaner |
| Donald Joseph Albosta      | 3. Januar 1979 – 3. Januar 1985    | Demokrat     |
| William Duncan Schuette    | 3. Januar 1985 – 3. Januar 1991    | Republikaner |
| David Lee Camp             | 3. Januar 1991 – 3. Januar 1993    | Republikaner |
| David Edward Bonior        | 3. Januar 1993 – 3. Januar 2003    | Demokrat     |
| Candice S. Miller          | 3. Januar 2003 – 3. Januar 2017    | Republikaner |
| Paul Mitchell III          | 3. Januar 2017 – 3. Januar 2021    | Republikaner |
| Lisa Carmella McClain      | seit 3. Januar 2021                | Republikaner |

## 11. Sitz (seit 1883)
| Name                       | Amtszeit                           | Partei       |
| -------------------------- | ---------------------------------- | ------------ |
| Edward Breitung            | 4. März 1883 – 3. März 1885        | Republikaner |
| Seth Crittenden Moffatt    | 4. März 1885 – 22. Dezember 1887   | Republikaner |
| Henry William Seymour      | 14. Februar 1888 – 3. März 1889    | Republikaner |
| Samuel Merritt Stephenson  | 4. März 1889 – 3. März 1893        | Republikaner |
| John Avery                 | 4. März 1893 – 3. März 1897        | Republikaner |
| William Smith Mesick       | 4. März 1897 – 3. März 1901        | Republikaner |
| Archibald Bard Darragh     | 4. März 1901 – 3. März 1909        | Republikaner |
| Francis Henry Dodds        | 4. März 1909 – 3. März 1913        | Republikaner |
| Francis Oscar Lindquist    | 4. März 1913 – 3. März 1915        | Republikaner |
| Frank Douglas Scott        | 4. März 1915 – 3. März 1927        | Republikaner |
| Frank Probasco Bohn        | 4. März 1927 – 3. März 1933        | Republikaner |
| Prentiss Marsh Brown       | 4. März 1933 – 18. November 1936   | Demokrat     |
| John Frederick Luecke      | 3. Januar 1937 – 3. Januar 1939    | Demokrat     |
| Frederick Van Ness Bradley | 3. Januar 1939 – 24. Mai 1947      | Republikaner |
| Charles Edward Potter      | 26. August 1947 – 4. November 1952 | Republikaner |
| Victor Alfred Knox         | 3. Januar 1953 – 3. Januar 1965    | Republikaner |
| Raymond Francis Clevenger  | 3. Januar 1965 – 3. Januar 1967    | Demokrat     |
| Philip Edward Ruppe        | 3. Januar 1967 – 3. Januar 1979    | Republikaner |
| Robert William Davis       | 3. Januar 1979 – 3. Januar 1993    | Republikaner |
| Joseph Knollenberg         | 3. Januar 1993 – 3. Januar 2003    | Republikaner |
| Thaddeus George McCotter   | 3. Januar 2003 – 6. Juli 2012      | Republikaner |
| David Alan Curson          | 6. November 2012 – 3. Januar 2013  | Demokrat     |
| Kerry Bentivolio           | 3. Januar 2013 – 3. Januar 2015    | Republikaner |
| David Alan Trott           | 3. Januar 2015 – 3. Januar 2019    | Republikaner |
| Haley Maria Stevens        | seit 3. Januar 2019                | Demokrat     |

## 12. Sitz (seit 1893)
| Name                      | Amtszeit                        | Partei       |
| ------------------------- | ------------------------------- | ------------ |
| Samuel Merritt Stephenson | 4. März 1893 – 3. März 1897     | Republikaner |
| Carlos Douglas Shelden    | 4. März 1897 – 3. März 1903     | Republikaner |
| Horace Olin Young         | 4. März 1903 – 16. Mai 1913     | Republikaner |
| William Josiah MacDonald  | 26. August 1913 – 3. März 1915  | Progressiver |
| William Francis James     | 4. März 1915 – 3. Januar 1935   | Republikaner |
| Frank Eugene Hook         | 3. Januar 1935 – 3. Januar 1943 | Demokrat     |
| John Bonifas Bennett      | 3. Januar 1943 – 3. Januar 1945 | Republikaner |
| Frank Eugene Hook         | 3. Januar 1945 – 3. Januar 1947 | Demokrat     |
| John Bonifas Bennett      | 3. Januar 1947 – 9. August 1964 | Republikaner |
| James Grant O’Hara        | 3. Januar 1965 – 3. Januar 1977 | Demokrat     |
| David Edward Bonior       | 3. Januar 1977 – 3. Januar 1993 | Demokrat     |
| Sander Martin Levin       | 3. Januar 1993 – 3. Januar 2013 | Demokrat     |
| John David Dingell Jr.    | 3. Januar 2013 – 3. Januar 2015 | Demokrat     |
| Deborah Ann Dingell       | seit 3. Januar 2015             | Demokrat     |

## 13. Sitz (seit 1913)
| Name                      | Amtszeit                           | Partei       |
| ------------------------- | ---------------------------------- | ------------ |
| Patrick Henry Kelley      | 4. März 1913 – 3. März 1915        | Republikaner |
| Charles Archibald Nichols | 4. März 1915 – 25. April 1920      | Republikaner |
| Clarence John McLeod      | 2. November 1920 – 3. März 1921    | Republikaner |
| Vincent Morrison Brennan  | 4. März 1921 – 3. März 1923        | Republikaner |
| Clarence John McLeod      | 4. März 1923 – 3. Januar 1937      | Republikaner |
| George Donoghue O’Brien   | 3. Januar 1937 – 3. Januar 1939    | Demokrat     |
| Clarence John McLeod      | 3. Januar 1939 – 3. Januar 1941    | Republikaner |
| George Donoghue O’Brien   | 3. Januar 1941 – 3. Januar 1947    | Demokrat     |
| Howard Aldridge Coffin    | 3. Januar 1947 – 3. Januar 1949    | Republikaner |
| George Donoghue O’Brien   | 3. Januar 1949 – 3. Januar 1955    | Demokrat     |
| Charles Coles Diggs       | 3. Januar 1955 – 3. Juni 1980      | Demokrat     |
| George William Crockett   | 4. November 1980 – 3. Januar 1991  | Demokrat     |
| Barbara-Rose Collins      | 3. Januar 1991 – 3. Januar 1993    | Demokrat     |
| William David Ford        | 3. Januar 1993 – 3. Januar 1995    | Demokrat     |
| Lynn Nancy Rivers         | 3. Januar 1995 – 3. Januar 2003    | Demokrat     |
| Carolyn Cheeks Kilpatrick | 3. Januar 2003 – 3. Januar 2011    | Demokrat     |
| Hansen Hashim Clarke      | 3. Januar 2011 – 3. Januar 2013    | Demokrat     |
| John Conyers              | 3. Januar 2013 – 5. Dezember 2017  | Demokrat     |
| Brenda B. Jones           | 29. November 2018 – 3. Januar 2019 | Demokrat     |
| Rashida Harbi Tlaib       | seit 3. Januar 2019                | Demokrat     |

## 14. Sitz (seit 1933)
| Name                      | Amtszeit                           | Partei       |
| ------------------------- | ---------------------------------- | ------------ |
| Carl May Weideman         | 3. Januar 1933 – 3. Januar 1935    | Demokrat     |
| Louis Charles Rabaut      | 3. Januar 1935 – 3. Januar 1947    | Demokrat     |
| Harold Francis Youngblood | 3. Januar 1947 – 3. Januar 1949    | Republikaner |
| Louis Charles Rabaut      | 3. Januar 1949 – 12. November 1961 | Demokrat     |
| Harold Martin Ryan        | 13. Februar 1962 – 3. Januar 1965  | Demokrat     |
| Lucien Norbert Nedzi      | 3. Januar 1965 – 3. Januar 1981    | Demokrat     |
| Dennis Mark Hertel        | 3. Januar 1981 – 3. Januar 1993    | Demokrat     |
| John Conyers              | 3. Januar 1993 – 3. Januar 2013    | Demokrat     |
| Gary Peters               | 3. Januar 2013 – 3. Januar 2015    | Demokrat     |
| Brenda Lulenar Lawrence   | 3. Januar 2015                     | Demokrat     |

## 15. Sitz (1933–2013)
| Name                      | Amtszeit                            | Partei   |
| ------------------------- | ----------------------------------- | -------- |
| John David Dingell Sr.    | 3. Januar 1933 – 19. September 1955 | Demokrat |
| John David Dingell Jr.    | 13. Dezember 1955 – 3. Januar 1965  | Demokrat |
| William David Ford        | 3. Januar 1965 – 3. Januar 1993     | Demokrat |
| Barbara-Rose Collins      | 3. Januar 1993 – 3. Januar 1997     | Demokrat |
| Carolyn Cheeks Kilpatrick | 3. Januar 1997 – 3. Januar 2003     | Demokrat |
| John David Dingell Jr.    | 3. Januar 2003 – 3. Januar 2013     | Demokrat |

## 16. Sitz (1933–2003)
| Name                   | Amtszeit                        | Partei   |
| ---------------------- | ------------------------------- | -------- |
| John Lesinski Sr.      | 3. Januar 1933 – 27. Mai 1950   | Demokrat |
| John Lesinski Jr.      | 3. Januar 1951 – 3. Januar 1965 | Demokrat |
| John David Dingell Jr. | 3. Januar 1963 – 3. Januar 2003 | Demokrat |

## 17. Sitz (1933–1993)
| Name                     | Amtszeit                           | Partei       |
| ------------------------ | ---------------------------------- | ------------ |
| George Anthony Dondero   | 4. März 1933 – 3. Januar 1953      | Republikaner |
| Charles Gibb Oakman      | 3. Januar 1953 – 3. Januar 1955    | Republikaner |
| Martha Wright Griffiths  | 3. Januar 1955 – 31. Dezember 1974 | Demokrat     |
| William McNulty Brodhead | 3. Januar 1975 – 3. Januar 1983    | Demokrat     |
| Sander Martin Levin      | 3. Januar 1983 – 3. Januar 1993    | Demokrat     |

## 18. Sitz (1953–1993)
| Name                     | Amtszeit                        | Partei       |
| ------------------------ | ------------------------------- | ------------ |
| George Anthony Dondero   | 3. Januar 1953 – 3. Januar 1957 | Republikaner |
| William S. Broomfield    | 3. Januar 1957 – 3. Januar 1973 | Republikaner |
| Robert James Huber       | 3. Januar 1973 – 3. Januar 1975 | Republikaner |
| James Johnston Blanchard | 3. Januar 1975 – 3. Januar 1983 | Demokrat     |
| William S. Broomfield    | 3. Januar 1983 – 3. Januar 1993 | Republikaner |

## 19. Sitz (1963–1983)
| Name                  | Amtszeit                        | Partei       |
| --------------------- | ------------------------------- | ------------ |
| Neil Oliver Staebler  | 3. Januar 1963 – 3. Januar 1965 | Demokrat     |
| Billie Sunday Farnum  | 3. Januar 1965 – 3. Januar 1967 | Demokrat     |
| Jack H. McDonald      | 3. Januar 1967 – 3. Januar 1973 | Republikaner |
| William S. Broomfield | 3. Januar 1973 – 3. Januar 1983 | Republikaner |